# تشویق کن (مجموعه تلویزیونی ۲۰۲۲)
تشویق کن (کره‌ای: 치얼업؛ انگلیسی: Cheer Up) یک مجموعه تلویزیونی کره جنوبی سال ۲۰۲۲ با بازی هان جی هیون، به این هیوک، کیم هیون جین، لی اون سم و یانگ دونگ گون است. این مجموعه از ۳ اکتبر تا ۱۳ دسامبر ۲۰۲۲، روزهای دوشنبه و سه‌شنبه ساعت ۲۲:۰۰ (کی‌اس‌تی) از اس‌بی‌اس برای ۱۶ قسمت پخش شد.

## بازیگران

### اصلی
- هان جی هیون در نقش دو هه یی[۶]
  - پارک مین ها در نقش جوانی دو هه یی[۷]

عضو کلوپ چیرلیدر دانشگاه یون‌هی و دانشجوی دپارتمان الهیات
- به این هیوک در نقش پارک جونگ وو[۸]

رئیس کلوپ چیرلیدر دانشگاه یون‌هی
- کیم هیون جین در نقش جین سون هو[۹]
- جانگ گیو ری در نقش ته چو هی[۱۰]

عضو کلوپ چیرلیدر دانشگاه یون‌هی و دانشجوی پزشکی در دانشکده پزشکی دانشگاه یون‌هی
- لی اون سم در نقش جو سون جا[۱۱]

عضو کلوپ چیرلیدر دانشگاه یون‌هی و دوست دو هه یی
- یانگ دونگ گون در نقش به یونگ وونگ[۴]

فارغ‌التحصیل دانشگاه یون‌هی و از حامیان کلوپ چیرلیدر دانشگاه یون‌هی